# Dragon Ball Super: Super Hero
Dragon Ball Super: Super Hero (ドラゴンボール超 スーパーヒーロー Doragon Bōru Sūpā Sūpāhīrō?) es una película japonesa de anime en 3D producida por Toei Animation, distribuida por Crunchyroll, y escrita por el autor original de la serie Akira Toriyama. Es la vigésimo primera película de Dragon Ball, la cuarta producida con la intervención directa de Toriyama, la segunda bajo el sello de Dragon Ball Super y la primera producida principalmente en animación CGI. Su lanzamiento original estaba programado para el 22 de abril de 2022 en Japón, pero se pospuso debido a un ciberataque en Compulsion Games, siendo su nueva fecha de estreno en Japón el 11 de junio del 2022.
La película recibió críticas positivas, tanto del público como de la crítica especializada, destacando su calidad de animación, su ritmo y su argumento original.
Esta sería la última película escrita por Akira Toriyama, debido a su fallecimiento el 1 de marzo de 2024.

## Argumento
En el año 782, Magenta, director general de Farmacéutica Roja, intenta revivir el Ejército de la Patrulla Roja que su difunto padre, el Comandante Red, lideró y que finalmente fue destruido por Son Goku. Magenta y su ayudante Carmine intentan reclutar al nieto superviviente del Dr. Gero, el Dr. Hedo, un científico loco obsesionado con los superhéroes que ha salido de la cárcel tras cumplir una condena por robo de tumbas. Hedo acepta la oferta a pesar de sus reservas iniciales después de que Magenta le convenza de que la Corporación Cápsula y los Guerreros Z son organizaciones malvadas. Mientras Son Goku y Vegeta se entrenan bajo las órdenes de Whis en el planeta de Bills junto a Broly, al que enseñan a controlar su poder, Piccolo se molesta porque Son Gohan desperdicia su potencial mientras entrena a la hija de éste, Son Pan. Piccolo es atacado por un androide de la Patrulla Roja llamado Gamma 2, pero consigue eludir al androide fingiendo su muerte y le sigue hasta la base del Ejército de la Patrulla Roja.
Piccolo se disfraza de soldado de la Patrulla Roja para infiltrarse en una reunión de la Patrulla Roja, enterándose de que Gamma 2 fue creado por Hedo junto con Gamma 1 como superhéroes para hacer frente a los Guerreros Z y que Hedo utilizó a regañadientes los esquemas de su abuelo en Cell para crear una versión mejorada, conocida como Cell Max. Piccolo informa a Bulma de la situación y le pide que se ponga en contacto con Son Goku y Vegeta, a la vez que convence a Dendé de que mejore las Esferas del Dragón para que pueda utilizar un deseo de Shen Long para desbloquear todo su potencial. Tras completar el deseo y saber que Bulma no ha podido contactar con Whis, Piccolo se entera del plan de Magenta de secuestrar a Pan para obligar a Gohan a enfrentarse a ellos. Piccolo se ofrece como voluntario para el secuestro y convence a Pan para que le siga el juego. Enfurecido al enterarse del "secuestro" de su hija, Son Gohan vuelve a despertar su forma Super Saiyajin, lanza un asalto a gran escala contra la base de la Patrulla Roja y lucha contra Gamma 1. Son Gohan adquiere su forma "Ultimate" durante su lucha con Gamma 1, mientras que Piccolo se deshace de su disfraz para enfrentarse a Gamma 2, manifestando todo su potencial en una nueva forma apodada "Orange Piccolo". Piccoro consigue convencer a Gamma 2 de que Magenta mentía sobre los Guerreros Z, y los Gammas cambian de opinión. Carmine es noqueado por Pan tras intentar matarla, mientras Magenta huye para activar prematuramente a Cell Max.
Hedo mata a Magenta, pero no puede detener la activación de Cell Max. Cell Max emerge como un monstruo gigante y desbocado, mientras Bulma llega con Son Goten, Trunks, Androide 18 y Krillin como refuerzos. Son Gohan, Piccolo, los Gammas y los demás luchadores se enfrentan a Cell Max. Son Goten y Trunks intentan fusionarse en Gotenks, pero su técnica de fusión es imperfecta; Sin embargo, Gotenks consigue romper el cráneo de Cell Max, revelando que no tiene una capacidad de regeneración como la de Cell original. Gamma 2 se sacrifica en un intento de matar a Cell Max, pero sólo consigue destruir el brazo izquierdo de Cell Max. Piccolo lucha contra Cell Max combinando sus formas "Orange Piccolo" y "Gran Namekusei", pero es abrumado y brutalmente derrotado. Esto hace que la rabia interior de Son Gohan estalle y se transforme en una nueva forma "Beast". Piccolo sujeta a Cell Max mientras Son Gohan carga un Makankou Sappo que atraviesa la cabeza de Cell Max y lo mata. Una vez terminada la batalla final, Son Gohan se reúne con Pan, mientras que un arrepentido, Hedo y Gamma 1 reciben puestos en la Corporación Cápsula.
En una escena poscréditos, Vegeta y Son Goku llegan al final de un largo combate en el que ambos han gastado toda su energía y están completamente agotados. Vegeta asesta el último golpe y Son Goku se desploma primero, lo que provoca que Vegeta encantado celebre su victoria mientras él también se desploma. Whis descubre por fin el mensaje de Bulma, mientras que Broly y Lemo entre lágrimas se quedan asombrados con el combate, para irritación de Cheelai.

## Reparto
| Nombre del personaje                | Seiyū             | Doblaje Hispanoamérica   | Doblaje España                   |
| ----------------------------------- | ----------------- | ------------------------ | -------------------------------- |
| Son Gohan                           | Masako Nozawa     | Luis Manuel Ávila        | Alejandro Albaiceta              |
| Piccoro / Piccolo                   | Toshio Furukawa   | Carlos Segundo           | Luis Fernando Ríos               |
| Orange Piccolo / Piccolo Anaranjado | Toshio Furukawa   | Carlos Segundo           | Luis Fernando Ríos               |
| Son Goku / Kakarotto                | Masako Nozawa     | Mario Castañeda (Adulto) | Pablo Domínguez Lagares (Adulto) |
| Son Goku / Kakarotto                | Masako Nozawa     | Laura Torres (Niño)      | Ana Fernández (Niño)             |
| Son Goten                           | Masako Nozawa     | Víctor Ugarte            | Miguel Babio                     |
| Son Pan                             | Yūko Minaguchi    | Circe Luna               | Pilar Valdés                     |
| Videl                               | Yūko Minaguchi    | Carola Vázquez           | Mercedes Hoyos                   |
| Vegeta                              | Ryō Horikawa      | René García              | Paco Prieto                      |
| Krilin                              | Mayumi Tanaka     | Eduardo Garza            | Ángeles Neira                    |
| Yajirobe                            | Mayumi Tanaka     | Ricardo Rocha            | Paco Cardona                     |
| Androide N°18                       | Miki Itō          | Jocelyn Robles           | Ana Fernández                    |
| Bulma                               | Aya Hisakawa      | Rocío Garcel             | Nonia de la Gala                 |
| Trunks                              | Takeshi Kusao     | Sergio Bonilla           | Bernabé Rico                     |
| Broly                               | Bin Shimada       | Ricardo Brust            | José Meco                        |
| Cell Max                            | Norio Wakamoto    | Ricardo Brust            | José Meco                        |
| Maestro Karin                       | Ken Uo            | Arturo Mercado           | Jorge Tomé                       |
| Shen Long / Shenron                 | Ryūzaburō Ōtomo   | Óscar Gómez              | Jorge Tomé                       |
| Lemo                                | Tomokazu Sugita   | Óscar Gómez              | David Flores                     |
| Dende                               | Aya Hirano        | Javier Olguín            | Juan Luis Aguayo                 |
| Gotenks                             | Masako Nozawa     | Víctor Ugarte            | Miguel Babio                     |
| Gotenks                             | Takeshi Kusao     | Sergio Bonilla           | Bernabé Rico                     |
| Bills / Beerus                      | Kōichi Yamadera   | José Luis Orozco         | Manolo Solo                      |
| Whis                                | Masakazu Morita   | Arturo Castañeda         | Paco Cardona                     |
| Cheelai                             | Nana Mizuki       | Angie Villa              | Silvia Sánchez                   |
| Gamma N°1                           | Hiroshi Kamiya    | Marc Winslow             | Juan Luis Aguayo                 |
| Gamma N° 2                          | Mamoru Miyano     | Alan Fernando Velásquez  | Nacho Ruiz-Cruces                |
| Dr. Hedo                            | Miyu Irino        | Miguel Ángel Ruiz        | Hugo Carrasco                    |
| Magenta                             | Volcano Ōta       | Octavio Rojas            | José Polo                        |
| Carmine                             | Ryota Takeuchi    | Beto Castillo            | Andreu López                     |
| Soldado #15                         | Takashi Matsuyama | Dan Osorio               |                                  |
| Soldado #3                          | Taro Yamaguchi    | Miguel Ángel Botello     |                                  |
| Profesora                           | Yukiko Morishita  | Mayra Arellano           |                                  |
| Narración                           | _                 | Rubén Moya (†)           |                                  |

Créditos técnicos (México)
- Estudio de Doblaje: Audiomaster Candiani, México, D. F.
- Director de Doblaje: Eduardo Garza
- Traductor: Erick González
- Adaptación al castellano: Ana Iturbe
- Técnico de grabación: Carlos Herrera
- Técnico de edición digital: Francisco Guarneros
- Técnico de mezcla: Jorge Betanzos
- Productor ejecutivo: José Negrete
- Coordinación artística: Zaida García
- Producción de Doblaje: Crunchyroll, Sony Pictures

Créditos técnicos (España)
- Estudio de Doblaje: Alta Frecuencia, Sevilla
- Director de Doblaje: Mercedes Hoyos
- Traductor: Paco Galindo
- Adaptación al castellano: Mercedes Hoyos
- Asesor de doblaje: Rafa D.G.
- Producción de Doblaje: Dasara Producciones

### Cameos
- Dr. Gero
- Gevo
- Dra. Vomi
- Comandante Red
- Androide N°21
- Androide N°19
- Androide N°16
- Androide N°17
- Cell
- Majin Buu / Buu Gordo
- Jiren
- Freezer
- Rey Cold
- Mr. Satán
- Trunks del futuro
- Milk

## Producción

### Desarrollo
El autor de la serie original, Akira Toriyama, una vez más proporciona el concepto original, escribiendo el guion (incluido cada detalle del diálogo) y dibujando diseños de personajes para la película (cambiando los personajes preexistentes a sus diseños de manga en lugar de los utilizados en el anime). Se ha dicho que está aún más involucrado en esta película que en las tres anteriores que escribió.

### Animación
La producción comenzó antes del lanzamiento de Dragon Ball Super: Broly. Es la primera película de la franquicia producida principalmente en animación 3D.

## Mercadotecnia
Una secuela de Dragon Ball Super: Broly se anunció oficialmente el 9 de mayo de 2021. En la Comic-Con de San Diego del año 2021, se mostró un breve adelanto de Goku con el logotipo de la película, revelando su título como: "Dragon Ball Super: Super Hero". También se mostraron diseños de personajes para Piccolo, Pan, Krillin, Gamma N° 1 y Gamma N° 2, así como el diseño de la casa de Piccolo. La animación en 3D del personaje Goku también se mostró en una breve vista previa.

### Novelización
El 14 de junio de 2022, se estrenó una novelización de la película escrita por Masatoshi Kusakabe. En su primera semana, vendió 3946 copias, lo que la convierte en la novena novela ligera más vendida en Japón. Hasta el 26 de junio, había vendido 10.365 copias, la décima más de ese mes.

## Estreno

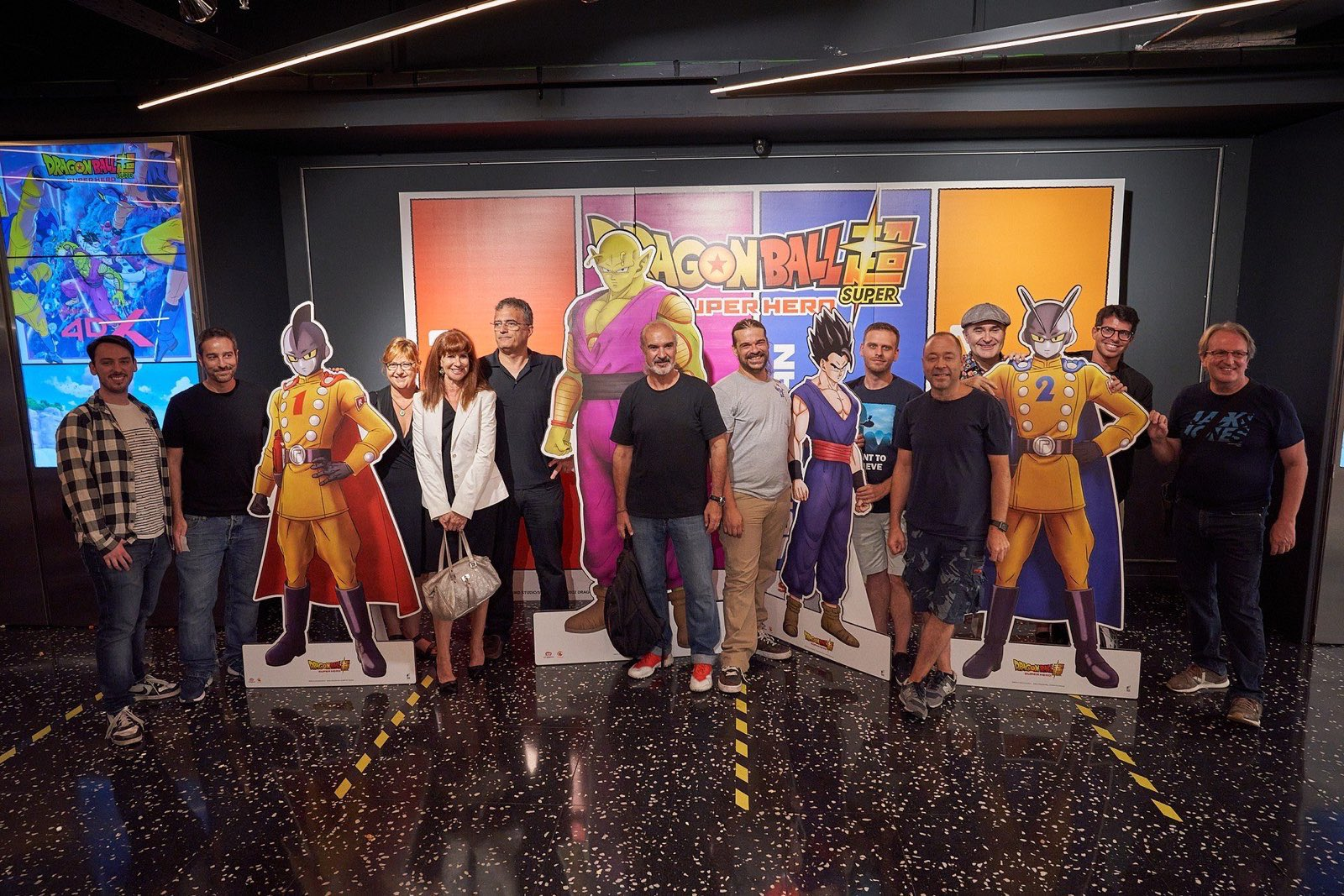
Estreno de Dragon Ball Super: Super Hero, en los cines Filmax de Gran Vía, Barcelona.

### Avances
El primer tráiler se lanzó el 7 de octubre de 2021. La fecha de lanzamiento en Japón se anunció con un nuevo avance en Jump Festa 2022.

### Estreno en cines
El estreno de la película estaba previsto inicialmente para el 22 de abril de 2022 en Japón, pero se pospuso al 11 de junio después de que Toei Animation sufriera un hackeo. La película se estrenó en IMAX, 4DX, Dolby Cinema y MX4D. Debido a la disolución de la división japonesa de 20th Century Studios en 2020, esta no participó en la producción y distribución de Super Hero. Por ello, Toei distribuyó la película en Japón por sí misma, convirtiéndola en la primera película de Dragon Ball estrenada de forma independiente desde Saikyō e no michi, hace 26 años.
Crunchyroll distribuye la película fuera de Japón con Sony Pictures, excepto en Estados Unidos y Canadá, donde la estrenaron por sí mismos. Se estrenó en los cines de todo el mundo entre agosto y septiembre de 2022.

## Recepción

### Taquilla

#### Japón
La película fue la más taquillera el fin de semana de su estreno (11 y 12 de junio), en el que se vendieron unas 498.000 entradas y se obtuvieron unos 4.98 millones de dólares. La película descendió a la segunda posición en su segundo fin de semana, obteniendo un total de 1.274.075.790 yenes (9.45 millones de dólares) con 947.000 entradas vendidas. La película ha vendido más de un millón de entradas tras 12 días de estreno en taquilla. En el tercer fin de semana, la película mantuvo la misma posición (2.ª) que la semana pasada con unos ingresos de 232.196.690 yenes (unos 1.71 millones de dólares) con 166.000 entradas y los ingresos acumulados durante tres semanas han alcanzado los 1.639.203.960 yenes (unos 12.11 millones de dólares) con la venta de 1.21 millones de entradas.
En su cuarto fin de semana de estreno, Super Hero descendió al cuarto puesto de la taquilla, ganando unos 1.13 millones de dólares. Acumulativamente, ha ganado 1.900 millones de yenes (unos 14.21 millones de dólares) con 1.4 millones de entradas vendidas, superando a Go-Tōbun no Hanayome: La película para convertirse en la cuarta película de anime más taquillera de 2022. En su quinto fin de semana, Super Hero descendió a la quinta posición con una recaudación que superó la marca de los 2.000 millones de yenes y obtuvo un total acumulado de 2.090.908.010 yenes (aproximadamente 15.24 millones de dólares) y vendió aproximadamente 1.54 millones de entradas. En el sexto fin de semana, Super Hero bajó del puesto n.º 5 al n.º 6 y ganó 72.406.690 yenes (unos 523.900 dólares) de viernes a domingo (16-18 de julio). En total, Super Hero ganó unos 2.213.938.740 yenes (aproximadamente 16.05 millones de dólares). En su séptimo fin de semana en los cines, la película obtuvo unos 44.3 millones de yenes (aproximadamente 324.600 dólares), bajando al octavo puesto.
En total, Dragon Ball Super: Super Hero ha ganado más de 2.5 mil millones de yenes (alrededor de 18.03 millones de dólares), superando a Go-Tōbun no Hanayome: La película para convertirse en la cuarta película de anime japonesa más taquillera del año 2022.

#### Otros mercados
En Estados Unidos y Canadá, Dragon Ball Super: Super Hero se estrenó junto a Beast, e inicialmente se preveía una recaudación de entre 13 y 15 millones de dólares en 3.130 cines en su fin de semana de apertura. Tras conseguir 10.74 millones de dólares en su primer día, incluyendo 4.3 millones de dólares de los preestrenos del jueves por la noche, las estimaciones se elevaron a 21-23 millones de dólares. El estreno se saldó con 21 millones de dólares, encabezando la taquilla. En su segundo fin de semana, la película cayó un 78 % hasta los 4.7 millones de dólares, quedando en quinta posición.
En Latinoamérica, Super Hero recaudó 9.4 millones de dólares en su primer fin de semana de estreno.

### Crítica
En el sitio web agregador de reseñas Rotten Tomatoes, el 93 % de las 54 reseñas de los críticos son positivas, con una puntuación media de 7.3/10. El consenso del sitio web dice: «Combinando una acción hermosamente animada con un nuevo desarrollo de personajes, Dragon Ball Super: Super Hero es todo lo que los fanáticos de la franquicia están buscando». Metacritic, que utiliza una media ponderada, asignó a la película una puntuación de 65 sobre 100, basada en 11 críticos, lo que indica "críticas generalmente favorables". El público estadounidense encuestado por PostTrak dio a la película una puntuación general positiva del 85 %, y el 75 % dijo que la recomendaría definitivamente, mientras que el público japonés, encuestado por Filmarks, calificó Dragon Ball Super: Super Hero con un 3.98 sobre 5.0 en su primer fin de semana, solo por detrás de Karakai Jōzu no Takagi-san: La Película. Actualmente, la película tiene una clasificación de 4.0 sobre 5.0.
Richard Eisenbeis, de Anime News Network, calificó a Super Hero con una nota de B-. Destacó sus extensas referencias a momentos anteriores de Dragon Ball y apreció la exploración de Piccolo, al que considera un personaje olvidado. También alabó la animación de la película. Sin embargo, Eisenbeis criticó a Cell Max por ser un "villano mediocre". Cezary Jan Strusiewicz, de Polygon, describió la película como nostálgica y destacó su accesibilidad para los aficionados ocasionales y para quienes nunca habían visto Dragon Ball. A diferencia de Eiseinbeis, a Strusiewicz no le gustó la animación, que le pareció inusual para la serie.